# Liste de peintures de Jean Boucher
Cette page dresse la liste des peintures de Jean Boucher, dit « Boucher de Bourges », peintre français du XVIIe siècle.

## Liste
| Image | Titre | Technique Format (cm)       | Date                        | Commentaire                                                               | Lieu de conservation                                   | N° de catalogue raisonné (Thuillier, 1988) |
| ----- | --- | --------------------------- | --------------------------- | ------------------------------------------------------------------------- | ------------------------------------------------------ | ------------------------------------------ |
|       | |                             |                             |                                                                           |                                                        |                                            |
|       | Saint Paul | Huile sur toile 179 x 73    | Avant 1604                  | D'après Nicolò dell'Abbate, et traditionnellement attribué à Jean Boucher | Bourges, église Saint-Bonnet                           | 2.A                                        |
|       | Saint André | Huile sur toile 179 x 73    | Avant 1604                  | D'après Nicolò dell'Abbate, et traditionnellement attribué à Jean Boucher | Bourges, église Saint-Bonnet                           | 2.B                                        |
|       | La Madeleine en adoration | Huile sur toile 128 x 103   | 1604                        |                                                                           | Bourges, musée du Berry                                | 3                                          |
|       | Saint Jean-Baptiste | Huile sur bois 160 x 126    | 1604                        |                                                                           | Vierzon, église Notre-Dame                             | 4                                          |
|       | Nathanaël présenté au Christ par saint Philippe | Huile sur toile             | 1609                        |                                                                           | Bourges, musée du Berry                                | Non catalogué                              |
|       | La Nativité dit aussi L'Adoration des bergers | Huile sur toile 189,5 x 152 | 1610                        |                                                                           | Bourges, cathédrale Saint-Etienne                      | 10                                         |
|       | La Visitation (recto) La Vierge de l'Annonciation (verso, en grisaille)                                                                                                   | Huile sur bois 162 x 85     | vers 1608-1610              |                                                                           | Crézançay-sur-Cher, église Saint-Gervais-Saint-Protais | 12                                         |
|       | L'Assomption de la Vierge | Huile sur toile 250 x 250   | 1614                        |                                                                           | Montluçon, église Notre-Dame                           | Non catalogué                              |
|       | Sainte Anne et la Vierge ou L'Éducation de la Vierge | Huile sur bois 164 x 180    | 1616                        |                                                                           | Bourges, église Saint-Bonnet                           | 13                                         |
|       | L'Adoration des mages | Huile sur toile 360 x 246   | 1617                        |                                                                           | Plounez, église Saint-Pierre                           | 14                                         |
|       | La Déploration sur le Christ mort | Huile sur toile 440 x 260   | 1618                        |                                                                           | Poitiers, Cathédrale Saint-Pierre                      | 16                                         |
|       | L'Annonciation | Huile sur toile 377 x 260   | 1618                        |                                                                           | Laval, église Saint-Vénérand                           | 17                                         |
|       | Saint André et les saints Apôtres | Huile sur toile 171 x 139   | 1618                        |                                                                           | Dijon, musée des Beaux-Arts                            | 18                                         |
|       | Le Couronnement de la Vierge | Huile sur toile 253 x 210   | vers 1618-1621 ou vers 1630 |                                                                           | Chamblet, église Saint-Maurice                         | Non catalogué                              |
|       | La Présentation au Temple | Huile sur toile 283 x 183   | 1620                        |                                                                           | Dijon, musée Magnin                                    | 19                                         |
|       | L'Assomption | Huile sur toile 200 x 135   | 1621                        |                                                                           | Le Puy-Notre-Dame, église Notre-Dame                   | 21                                         |
|       | La Déploration sur le Christ mort | Huile sur toile 225 x 324   | 1621                        |                                                                           | Angers, trésor de la cathédrale                        | 22                                         |
|       | L'Adoration des mages | Huile sur toile 340 x 220   | 1622                        |                                                                           | Bourges, musée du Berry                                | 23                                         |
|       | La Descente du Saint Esprit sur la Vierge et les Apôtres ou La Pentecôte                                                                                                  | Huile sur toile 400 x 250   | 1624 ?                      |                                                                           | La Châtre, église Saint-Germain                        | 24                                         |
|       | La Déploration sur le Christ mort | Huile sur toile 500 x 400   | 1625                        |                                                                           | Issoudun, église Saint-Cyr                             | 25                                         |
|       | La Nativité dit aussi L'Adoration des bergers | Huile sur toile 304 x 184   | vers 1625-1626 ?            |                                                                           | Villeloin-Coulangé, nouvelle église Saint-Michel       | 26                                         |
|       | La Descente de Croix | Huile sur toile 380 x 296   | 1626                        |                                                                           | Loches, église Saint-Antoine                           | Non catalogué                              |
|       | La Vierge à l'Enfant | Huile sur bois 86 x 66      | 1627                        |                                                                           | Localisation actuelle inconnue                         | 28                                         |
|       | La Vierge à l'Enfant | Huile sur bois 85 x 65      | 1627                        |                                                                           | Blois, musée des Beaux-Arts                            | 29                                         |
|       | Saint Sébastien | Huile sur bois 84,6 x 66,4  | 1627                        |                                                                           | Bourges, musée du Berry                                | 30                                         |
|       | La Sainte Famille ou La Vierge à l'Enfant avec Élisabeth et saint Jean | Huile sur bois 84,2 x 64    | 1627                        |                                                                           | Louvigny, église Saint-Germain                         | Non catalogué                              |
|       | Le Christ en Croix | Huile sur toile 400 x 250   | 1619 ?                      |                                                                           | Mehun-sur-Yèvre, collégiale Notre-Dame                 | 34                                         |
|       | L'Adoration des mages | Huile sur toile             | 1628                        |                                                                           | Josnes, église Saint-Médard                            | Non catalogué                              |
|       | Triptyque de saint Jean-Baptiste, entre Jean Boucher et sa mère (recto) Salomé tenant le plat du supplice, et la Décollation de saint Jean-Baptiste (verso, en grisaille) | Huile sur bois 168 x 123    | 1630                        |                                                                           | Bourges, musée du Berry                                | 35                                         |
|       | Marie Madeleine pleurant le Christ mort | Huile sur toile 91 x 146    | 1630                        |                                                                           | Bourges, couvent des carmélites                        | 36                                         |
|       | Les Adieux de saint Pierre et de saint Paul | Huile sur toile 190 x 160   | 1630                        |                                                                           | Bourges, église Saint-Bonnet                           | 37                                         |
|       | L'Amour vainqueur | Huile sur bois 66,3 x 53,7  |                             |                                                                           | Bourges, musée du Berry                                | 39                                         |